# Ashton, Gardner and Dyke
Ashton, Gardner and Dyke foi um trio de rock do começo da década de 1970. São mais lembrados pela canção "Ressurrection Shuffle", sucesso internacional de 1971 que acabou lhes rendendo a fama de one-hit wonders.

## Discografia
- Ashton, Gardner and Dyke (Polydor 583 081) (1969)
- The Worst of Ashton, Gardner and Dyke (Capitol EST 563) (1971)
- The Last Rebel - trilha sonora (1971, com Jon Lord)
- What A Bloody Long Day It's Been (Capitol EST 862) (1972)
- Let It Roll - Live 1971 (Purple) (2002)

## Integrantes
- Tony Ashton — teclados e vocais
- Kim Gardner — baixo
- Roy Dyke — bateria
- Mick Liber — guitarra